# Stanisław Gamrat
Stanisław Gamrat (ok. 1380–1455) – kasztelan połaniecki (1414–1433),  starosta sądecki (1416), prawdopodobnie także żarnowiecki (1429).

## Życiorys
Syn Stanisława herbu Sulima, brat (?) Jana, starosty bieckiego. Pochodził z rodziny Gamratów (przezwisko Gamrath znane w początkach XIV wieku), spokrewnionej z Sulimami, z których pochodził Zawisza Czarny. Ród Gamratów posiadał dobra w ziemi proszowskiej, pińczowskiej, stopnickiej, a także koło Sandomierza i Staszowa. Później nabyli, przeważnie drogą nadań królewskich, prawa do szeregu wsi w okolicach Jasła i Biecza (m.in. Samoklęski). 
Stanisław Gamrat, piszący się z Klimontowa, a czasem z Trzcinicy i Tarchowa (nieistniejąca dzisiaj wieś w powiecie jasielskim) należał do obozu politycznego skupionego się wokół królowej Jadwigi - zawierając małżeństwo z dwórką królowej, otrzymał 150 grzywien posagu zapisanych na Trzcinicy. 
Jako kasztelan połaniecki brał udział w zjeździe w Horodle w 1413, gdzie podpisał akt unii, a następnie w zjazdach potwierdzających unię grodzieńską w Krakowie w 1433 i w Korczynie w 1434.